# カイ・アドメイト
カイ・アドメイト（Kai Adomeit、1968年4月25日 - ）は、ドイツのピアノ奏者。

## 略歴
1968年、マンハイム生まれ。幼少期よりケイト・ビュットナーに音楽の手ほどきを受け、9歳の時にはマンハイム市よりモーツァルト賞を贈られた。1981年からパウル・ダンに師事。1986年からマンハイム音楽院に入学したが、1987年にミュンヘン音楽院へ移り、1989年までゲルハルト・オピッツの下で研鑽を積んだ。1989年からは再びダンの指導を受けた。
2013年から2017年までフォルクヴァング芸術大学で教鞭をとる。